# 莫迪凯·霍德
莫迪凯（莫迪）·霍德（希伯来语‏ 1926年9月28日- 2003年6月29），以色列空軍退役少將，曾任以色列空军司令。1967年参加过六日战争。  退役后成为军事顾问。